# Heliocopris furcithorax
Heliocopris furcithorax är en skalbaggsart som beskrevs av Müller 1941. Heliocopris furcithorax ingår i släktet Heliocopris och familjen bladhorningar. Inga underarter finns listade i Catalogue of Life.